# Eupterote subdita
Eupterote subdita är en fjärilsart som beskrevs av Moore 1884. Eupterote subdita ingår i släktet Eupterote och familjen Eupterotidae. Inga underarter finns listade i Catalogue of Life.